# Officiersdienstkruis
Het Officiersdienstkruis (Duits:"Offiziersdienstkreuz") was een onderscheiding van het Groothertogdom Mecklenburg-Schwerin. Officieren bleven in de 19e eeuw bijzonder lang in functie omdat zij hun posten veelal hadden gekocht. Vandaar dat in Mecklenburg-Schwerin zelfs een "Officiersdienstkruis voor 65 dienstjaren" bestond. Het kruis werd van 1841 tot 1872 uitgereikt.
De onderscheiding was een van de zogenaamde Dienstonderscheidingen (Duits: "Dienstauszeichnungen") die minder in aanzien waren dan de ridderorden.
Men onderscheidt de volgende uitvoeringen:
- Het Officiersdienstkruis voor 65 dienstjaren. Kruisen van massief goud.
- Het Officiersdienstkruis voor 60 dienstjaren. Kruisen van massief goud.
- Het Officiersdienstkruis voor 55 dienstjaren. Kruisen van massief goud.
- Het Officiersdienstkruis voor 50 dienstjaren. Kruisen van massief goud.
- Het Officiersdienstkruis voor 45 dienstjaren. Kruisen van massief goud.
- Het Officiersdienstkruis voor 40 dienstjaren. Kruisen van massief goud.
- Het Officiersdienstkruis voor 35 dienstjaren. Kruisen van massief goud of verguld brons.
- Het Officiersdienstkruis voor 30 dienstjaren. Kruisen van massief goud of verguld brons.
- Het Officiersdienstkruis voor 25 dienstjaren. Kruisen van massief goud of verguld brons.

Het kruis is een eenvoudig Kruis pattée met in het midden een rond medaillon met het gekroonde monogram "FF". Op de keerzijde staat in het medaillon een Romeins cijfer. Men droeg het kruis aan een paars zijden lint met een reseda en gele bies. De draagwijze varieerde sterk, er zijn linten en vierkante stukjes karton die met lint werden bedekt gebruikt. Men droeg de kruisen op de linkerborst.
Hetzelfde lint werd ook voor het Militaire Dienstkruis voor onderofficieren en manschappen en het smalle strookje lint achter de gesp van de Dienstonderscheiding voor de Landweer gebruikt.

## Onderofficieren en manschappen
Voor onderofficieren en manschappen was er:
- Het zilveren Militaire Dienstkruis voor 30 Dienstjaren voor Onderofficieren en Manschappen (Duits: "Militär-Dienstkreuz für XXX Dienstjahre der Unteroffiziere und Manschaften") (1841-1868)